# TFF 1. Lig 2014-2015
La TFF 1. Lig 2014-2015 è la 14ª edizione della TFF 1. Lig, la seconda serie del campionato turco di calcio. Il campionato è iniziato il 17 agosto 2014 e si è chiuso il 17 maggio 2015.

## Formula
Le 19 squadre si affrontano in un girone di andata e ritorno per un totale di 34 partite.
Le prime due classificate verranno promosse in Süper Lig.
Le ultime tre sono retrocesse in TFF 2. Lig, la serie C turca.

## Squadre partecipanti

### Squadre 2014-2015
Di seguito le squadre che partecipano alla stagione 2014-2015:
| Club            | Città     | Stadio                    | Stagione 2013-2014 |
| --------------- | --------- | ------------------------- | ------------------ |
| Adana Demirspor | Adana     | Adana 5 Ocak Stadium      | 13 posto           |
| Adanaspor       | Adana     | Adana 5 Ocak Stadium      | 12 posto           |
| Altınordu       | Smirne    | DYO Alsancak Stadyumu     | 1 posto TFF 2. Lig |
| Alanyaspor      | Alanya    | Stadio Bahçeşehir Okullar | 1 posto TFF 2. Lig |
| Antalyaspor     | Antalya   | Antalya Arena             | 17 posto Süper Lig |
| Boluspor        | Bolu      | Bolu Atatürk Stadyumu     | 15 posto           |
| Bucaspor        | Smirne    | Buca Arena                | 9 posto            |
| Denizlispor     | Denizli   | Stadio Atatürk di Denizli | 10 posto           |
| Elazığspor      | Elâzığ    | Stadio Atatürk            | 16 posto Süper Lig |
| Gaziantep       | Gaziantep | Kamil Ocak Stadyumu       | 14 posto           |
| Giresunspor     | Giresun   | Stadio Cotanak            | 1 posto TFF 2. Lig |
| Karşıyaka       | Smirne    | İzmir Alsancak Stadium    | 8 posto            |
| Kayserispor     | Kayseri   | Kadir Has                 | 18 posto Süper Lig |
| Manisaspor      | Magnesia  | Stadio 19 maggio          | 7 posto            |
| Orduspor        | Ordu      | Stadi 19 Eylül Stadyumu   | 3 posto            |
| Ankaraspor      | Ankara    | Stadio Osmanlı            | 4 posto            |
| Samsunspor      | Samsun    | Samsun 19 Mayıs           | 5 posto            |
| Şanlıurfaspor   | Şanlıurfa | Sanliurfa Stadyumu        | 11 posto           |

## Classifica
|  | Pos. | Squadra         | Pt | G  | V  | N  | P  | GF | GS | DR  |
|  | ---- | --------------- | -- | -- | -- | -- | -- | -- | -- | --- |
|  | 1.   | Kayserispor     | 72 | 34 | 21 | 9  | 4  | 61 | 24 | +37 |
|  | 2.   | Ankaraspor      | 66 | 34 | 18 | 12 | 4  | 64 | 29 | +35 |
|  | 3.   | Alanyaspor      | 57 | 34 | 17 | 6  | 11 | 55 | 40 | +15 |
|  | 4.   | Adana Demirspor | 56 | 34 | 16 | 8  | 10 | 57 | 48 | +9  |
|  | 5.   | Antalyaspor     | 55 | 34 | 15 | 10 | 9  | 56 | 43 | +13 |
|  | 6.   | Samsunspor (-3) | 55 | 34 | 15 | 13 | 6  | 48 | 30 | +18 |
|  | 7.   | Altınordu       | 54 | 34 | 15 | 9  | 10 | 60 | 39 | +21 |
|  | 8.   | Şanlıurfaspor   | 52 | 34 | 13 | 13 | 8  | 41 | 29 | +12 |
|  | 9.   | Karşıyaka       | 45 | 34 | 13 | 6  | 15 | 49 | 57 | -8  |
|  | 10.  | Boluspor        | 44 | 34 | 11 | 11 | 12 | 47 | 40 | +7  |
|  | 11.  | Giresunspor     | 44 | 34 | 9  | 17 | 8  | 31 | 36 | -5  |
|  | 12.  | Elazığspor      | 42 | 34 | 11 | 9  | 14 | 42 | 45 | -3  |
|  | 13.  | Gaziantep       | 41 | 34 | 10 | 11 | 13 | 38 | 47 | -9  |
|  | 14.  | Adanaspor       | 39 | 34 | 10 | 9  | 15 | 42 | 54 | -12 |
|  | 15.  | Denizlispor     | 33 | 34 | 8  | 9  | 17 | 38 | 51 | -13 |
|  | 16.  | Manisaspor      | 33 | 34 | 10 | 3  | 21 | 42 | 60 | -18 |
|  | 17.  | Bucaspor        | 32 | 34 | 7  | 11 | 16 | 39 | 67 | -28 |
|  | 18.  | Orduspor        | 11 | 34 | 3  | 2  | 29 | 19 | 90 | -71 |

Legenda:

      Promosse in Süper Lig 2015-2016
 Ammessa ai Play-off
      Retrocessa in TFF 2. Lig 2015-2016

Regolamento:
Tre punti a vittoria, uno a pareggio, zero a sconfitta.

Note:
Il Samsunspor ha scontato 3 punti di penalizzazione.

## Verdetti

### Promosse in Super Lig
- Kayserispor
- Ankaraspor
- Antalyaspor

### Retrocesse in TFF 2.lig
- Manisaspor
- Bucaspor
- Orduspor